# 纸叶越桔
纸叶越桔（学名：Vaccinium kingdon-wardii）为杜鹃花科越桔属下的一个种。

## 扩展阅读
- 維基物種上的相關：纸叶越桔